# One Vice at a Time
One Vice at a Time ist das sechste Studioalbum der schweizerischen Hard-Rock-Band Krokus. Es enthält die Singleauskopplungen „American Woman“, „Bad Boys, Rag Dolls“ und „Long Stick Goes Boom“.

## Hintergrund
Nachdem sich Krokus von ihrem Gründungsmitglied und Leadgitarristen Tommy Kiefer getrennt hatte und auch der dafür eingesprungene Ersatz Mandy Meyer schon vor Beginn der Aufnahmen des neuen Albums wieder abgesprungen war, stellte die Band für ihr sechstes Werk One Vice at a Time den Gitarristen Mark Kohler vor. Damit ergab sich auch eine kleine Veränderung im Bandgefüge: Fernando von Arb war ab jetzt Leadgitarrist und Mark Kohler übernahm die Rhythmusgitarre. Die musikalische Ausrichtung änderte sich jedoch nicht. Mit dem in den Battery Studios in London aufgenommenen Album bot Krokus weiterhin den geradlinigen Hard Rock, der sie berühmt gemacht hatte, und das wurde international sowohl von der Presse als auch von den Fans mit Freude aufgenommen. Wiederum konnte die Band in mehreren Ländern Charteinstiege verbuchen: In den USA erreichte das Album Platz 53, in den Niederlanden Platz 43, in Deutschland Platz 38, in Schweden Platz 36 und in Großbritannien Position 28. Die Singles „Long Stick Goes Boom“, „Bad Boys, Rag Dolls“ und das The-Guess-Who-Cover „American Woman“ unterstützten die Verkaufszahlen und sind ebenso wie „Down the Drain“ bis heute stets gesehene und erwartete Livesongs der Band. One Vice at a Time brachte Krokus Goldstatus, u. a. in der Schweiz, in Kanada und in den USA. Im Anschluss wurde das Album durch ausgiebige Konzertreisen, wiederum mit bekannten Rockgrößen wie Motörhead, Rush, Rainbow und Cheap Trick, promotet. Außerdem unterstrich Krokus ihre Stellung als erfolgreichste Rockband der Schweiz, indem es ihr als erste Schweizer Rockformation gelang, das Hallenstadion in Zürich komplett zu füllen – ein Rekord, der bis heute besteht. Doch auch nach diesem Album passierte das, was in den Folgejahren sozusagen das Markenzeichen der Band werden sollte: Das Bandkarussell drehte sich weiter und nach der World Vice Tour verließ der langjährige Schlagzeuger Freddy Steady die Gruppe. Ersetzt wurde er durch den Amerikaner Steve Pace, dem – abgesehen von Marc Storace – ersten nicht-schweizerischen Mitglied der Bandgeschichte. Informationen von Chris von Rohr zufolge wurde One Vice at a Time nicht von Tony Platt und der ganzen Band produziert, wie es auf sämtlichen Tonträgern abgedruckt ist, sondern nur von Platt, von Arb und ihm selbst. Eine Besonderheit des Albums stellen die in den USA erschienenen LPs dar, die sich zum einen hinsichtlich des Coverartworks leicht von den anderen Veröffentlichungen unterscheiden und überdies auch eine marginal veränderte Titelliste aufweisen, indem die Positionen von „To the Top“ und „Save Me“ vertauscht sind. One Vice At A Time wurde im Mai 2014 durch das Label Rock Candy wiederveröffentlicht.

## Titelliste
alle CD- und MC-Versionen sowie alle nicht US-amerikanischen Versionen der LP
1. Long Stick Goes Boom (5:15) (Fernando von Arb/Chris von Rohr/Marc Storace)
2. Bad Boys, Rag Dolls (3:50) (von Arb/von Rohr/Storace)
3. Playin’ the Outlaw (4:05) (von Arb/von Rohr/Storace/Freddy Steady)
4. To the Top (4:25) (von Arb/von Rohr/Storace/Steady)
5. Down the Drain (3:20) (von Arb/von Rohr)
6. American Woman (3:37) (Randy Bachman/Burton Cummings/Jim Kale/Garry Peterson)
7. I’m on the Run (3:45) (von Arb/von Rohr/Storace)
8. Save Me (4:30) (von Arb/von Rohr/Storace)
9. Rock ’n’ Roll (4:10) (von Arb/von Rohr)

alle US-amerikanischen Versionen der LP
1. Long Stick Goes Boom (5:15) (von Arb/von Rohr/Storace)
2. Bad Boys, Rag Dolls (3:50) (von Arb/von Rohr/Storace)
3. Playin’ the Outlaw (4:05) (von Arb/von Rohr/Storace/Steady)
4. Save Me (4:30) (von Arb/von Rohr/Storace)
5. Down the Drain (3:20) (von Arb/von Rohr)
6. American Woman (3:37) (Bachman/Cummings/Kale/Peterson)
7. I’m on the Run (3:45) (von Arb/von Rohr/Storace)
8. To the Top (4:25) (von Arb/von Rohr/Storace/Steady)
9. Rock ’n’ Roll (4:10) (von Arb/von Rohr)

### Coverversion
- „American Woman“ ist eine The-Guess-Who-Coverversion. Das Lied wurde ursprünglich 1970 auf dem gleichnamigen Album The Guess Who veröffentlicht.

### Wissenswertes
- „Long Stick Goes Boom“ wurde für das im Jahr 2006 erschienene PC- und Konsolen-Spiel Grand Theft Auto: Vice City Stories verwendet.[2]

## Besetzung
Gesang: Marc Storace
Leadgitarre: Fernando von Arb
Rhythmusgitarre: Mark Kohler
Bass, Percussion: Chris von Rohr
Schlagzeug: Freddy Steady

### Gastmusiker
Gesang: Bruce Dickinson („I’m on the Run“)